# Simon Amstell
Simon Amstell (ur. 29 listopada 1979 w Gants Hill, w Londynie) – brytyjski komik, prezenter telewizyjny, aktor oraz scenarzysta.
W latach 2001–2004 był współprowadzącym program rozrywkowy Popworld, a w latach 2003-2011 prowadził Never Mind the Buzzcocks. Był scenarzystą i odtwórcą głównej roli (samego siebie) w serialu komediowym Grandma's House (2010-2012). Znaczną część jego działalności stanowią występy typu stand-up.
Simon Amstell za udział w programie Never Mind the Buzzcocks otrzymał w 2007 roku nagrody British Comedy Awards (dla najlepszej osobowości w komedii i rozrywce) oraz Royal Television Society (za najlepszy występ rozrywkowy), a w roku następnym nominację do nagrody telewizyjnej BAFTA za najlepszy występ rozrywkowy. W 2010 roku serial Grandma's House został nominowany do nagrody British Comedy Awards dla najlepszej nowej komedii telewizyjnej.
Amstell pochodzi z rodziny żydowskiej i jest gejem, do czego niejednokrotnie nawiązuje w swojej twórczości.